# Фок, Максим Яковлевич фон
Макси́м Я́ковлевич фон Фок (1 апреля 1782, Ревель — 27 августа 1831, Санкт-Петербург) — действительный статский советник, управляющий Третьим отделением, с 1826 года фактический глава тайной полиции России.

## Биография
Родился в семье Якова Максимовича, в 1797 полковника, коменданта Переяславля, затем управляющего гомельскими имениями П. А. Румянцева.
Вступил в службу 1 января 1793 вице-вахмистром лейб-гвардии Конного полка, 1 января 1796 вышел в отставку в чине ротмистра, вновь был принят на службу в мае 1796. 1 октября 1799 отправлен в отставку по болезни. В статскую службу вступил с переименованием в коллежские асессоры в департамент Министерства коммерции 22 сентября 1802. 12 сентября 1804 был уволен из департамента и отправлен по поручению министра в качестве ревизора в Москву. Эту должность исправлял вплоть до её упразднения в августе 1806. За время службы ревизором «удостоился получить в знак Монаршего благоволения два алмазных перстня».
В 1810 году был посвящён в масонство в петербургской ложе «Елизаветы к добродетели», затем занимал различные должности в ложах «Петр к истине» и «Избранного Михаила». В этих же ложах активно работал его младший брат, Петр (1793—1865), служивший последовательно в Министерстве полиции, а затем в Третьем отделении Собственной Его Императорского Величества канцелярии.
26 октября 1811 назначен чиновником Министерства полиции, 29 декабря определен помощником правителя Особенной канцелярии. 28 марта 1812 пожалован в коллежские советники. 30 августа 1812 фон Фок был пожалован кавалером ордена св. Анны 2-го класса. 26 марта 1813 назначен правителем Особенной канцелярии. Её директором был тогда Я. И. Де Санглен, под руководством которого фон Фок постигал искусство политического сыска. В 1819 сменил Де Санглена на посту директора Особенной канцелярии.
Восстание декабристов показало необходимость реформирования тайной полиции. В январе 1826 А. Х. фон Бенкендорф представил Николаю I проект, содержавший общие принципы реорганизации секретной службы. Деталями реформы занимался фон Фок, которого современники и позднейшие историки считали настоящим создателем Третьего отделения.
25 марта 1826 он подал Бенкендорфу докладную записку относительно «высшей наблюдательной полиции». В ней он раскритиковал систему политического сыска, существовавшую при Александре I, главными недостатками которой были отсутствие централизации и низкий моральный уровень агентов, зачастую поставлявших ложную информацию, чтобы получить больше денег. Фон Фок предлагал изменить структуру, переведя для начала шесть опытных чиновников из Министерства внутренних дел в разряд чиновников по особым поручениям, с подчинением их непосредственно Бенкендорфу. Этим людям предполагалось поручить создание новой агентурной сети. Новое подразделение должно было состоять из нескольких секретарей, служащих, управляющего и полностью подчиняться одному Бенкендорфу, имея бюджет в 42 тысячи рублей ассигнациями в год. На основе предложений Бенкендорфа и фон Фока 3 июля 1826 было создано Третье отделение, куда фон Фок перешел вместе с аппаратом своей канцелярии.
Фон Фок, человек весьма образованный и светский, прекрасно знавший кроме родного немецкого русский, французский и польский языки, заняв должность управляющего Третьим отделением, фактически руководил жандармским сыском и агентурной работой, тогда как Бенкендорф (которого современники характеризовали как человека малообразованного и инертного), будучи формальным руководителем, только производил доклады императору и получал распоряжения.
Привлеченные к работе опытные контрразведчики быстро создали агентурную сеть, охватывавшую все слои общества — от прислуги и извозчиков до высших чиновников и придворных. Важной задачей было облагородить политический сыск и привлечь к этому занятию людей, которые служили бы за чины, награды и монаршую благодарность, а не просто за деньги.
Одной из важнейших функций Третьего отделения был надзор за чиновным аппаратом. По этому поводу фон Фок писал своему шефу: 

Бюрократия, говорят, это гложущий червь, которого следует уничтожить огнём или железом; в противном случае невозможны ни личная безопасность, ни осуществление самых благих и хорошо обдуманных намерений, которые, конечно, противны интересам этой гидры, более опасной, чем сказочная гидра. Она ненасытна; это пропасть, становящаяся все шире по мере того, как прибывают бросаемые в неё жертвы…
Разделяя общее мнение относительно необходимости борьбы с коррупцией, фон Фок не обманывался, впрочем, относительно перспектив такой борьбы: 

Подавить происки бюрократии — намерение благотворное: но ведь чем дальше продвигаешься вперед, тем больше встречаешь виновных, так что, вследствие одной уж многочисленности их, они останутся безнаказанными. По меньшей мере, преследование их затруднится и неизбежно проникнется характером сплетен.
Несмотря на характер своей работы, фон Фок удостоился вполне благосклонных отзывов от своих современников. Н. И. Греч пишет о нём:

Я был знаком с директором особенной канцелярии министра внутренних дел (что ныне III Отделение канцелярии государя) Максимом Яковлевичем фон Фоком с 1812 года и пользовался его дружбой и благосклонностью. Он был человек умный, благородный, нежный душой, образованный, в службе честный и справедливый… Бенкендорф был одолжен ему своею репутацией ума и знания дела…
— Цит. по: Троцкий И. III-е отделение при Николае I. Л., 1990. с. 63.
Узнав о его смерти, А. С. Пушкин 4 сентября 1831 записал в дневнике (во время польского восстания):

На днях скончался в Пб Фон-Фок, начальник 3-го отделения Государевой канцелярии (тайной полиции), человек добрый, честный, твердый. Смерть его есть бедствие общественное. Государь сказал: «J’ai perdu Fock; je ne puis que le pleurer et me plaindre de n’avoir pas pu l’aimer». Вопрос: кто будет на его месте? важнее другого вопроса: что сделаем с Польшей?— Пушкин А. С. Дневники. Записки. СПб., 1995. с. 27
Похоронен на Смоленском евангелическом кладбище в Петербурге, могила утрачена.
Сын: Александр Максимович фон Фок — в 1845—1853 генеральный консул в Египте, затем до 1868 чиновник Азиатского департамента МИД.